# Парламентские выборы в Сомалиленде (2021)
Парламентские выборы в Сомалиленде прошли 31 мая 2021 года одновременно с выборами в местные округа. Выборы были первыми парламентскими выборами в Сомалиленде с 2005 года, и политики указали на выборы как на свидетельство политической стабильности Сомалиленда. Три партии — популистская Национальная партия Сомалиленда (Ваддани), левоцентристская За справедливость и развитие и правящая либеральная Партия мира, единства и развития (Кульмие) — выдвинули 246 кандидатов, которые боролись за 82 места в Палате представителей. Более одного миллиона человек из примерно четырёх миллионов жителей зарегистрировались для голосования. 6 июня Национальная избирательная комиссия (НИК) объявила, что партия Ваддани получила наибольшее число депутатских мест: 31; Кульмие получила 30, а партия За справедливость и развитие — 21 место. Поскольку ни одна партия не получила абсолютного большинства, партии Ваддани и За справедливость и развитие объявили, что они сформируют политический альянс.
Выборы предварительно планировались и откладывались много раз после последних парламентских выборов 2005 года. Голосование было запланировано на март, а затем август 2019 года, прежде чем НИК объявила, что его нельзя провести в 2019 году. Под давлением всех трёх партий в 2020 году НИК согласился провести выборы в мае 2021 года.
Накануне выборов многие местные политики выразили надежду, что это поможет Сомалиленду получить признание в качестве нации большого количества членов международного сообщества. Президент Мусе Бихи Абди и лидер оппозиции Абдирахман Мохамед Абдуллахи призвали избирателей сохранять миролюбие на избирательных участках. Количество избирательных участков увеличилось на 61 % по сравнению с президентскими выборами 2017 года, и 103 международных наблюдателя прибыли на избирательные участки и следили за безопасностью выборов.

## Избирательная система
Нижняя палата парламента Сомалиленда Палата представителей состоит из 82 депутатов, которые избираются в шести многомандатных округах, соответствующих регионам Сомалиленда, с использованием пропорционального представительства по открытым спискам на пятилетний срок. Конституция ограничивает наличие трёх легальных политических партий на национальном уровне. Право голоса имеют жители в возрасте 15 лет и старше. Выборы 2021 года стали первыми в истории Сомалиленда, которые контролировались независимой организацией, а не президентом.

Распределение мест Палаты представителей по регионам Сомалиленда

Места распределяются по регионам следующим образом:
| Избирательный округ (регион) | Количество мест |
| ---------------------------- | --------------- |
| 01 Аудаль                    | 13              |
| 02 Сахил                     | 10              |
| 03 Мароди-Джех               | 20              |
| 04 Тогдер                    | 15              |
| 05 Санаг                     | 12              |
| 06 Соль                      | 12              |

## Предвыборная обстановка
Сомалиленд, самопровозглашенное суверенное государство на Африканском Роге, провозгласившее независимость от Сомали в 1991 году, не проводило выборы в парламент с 2005 года. В отличие от Сомали, которое пережило три десятилетия гражданской войны, Сомалиленд в значительной степени сохранил мир.
Парламентские выборы постоянно откладывались с 2005 года. В 2015 году в Сомалиленде должны были пройти совместные президентские и парламентские выборы; оба были отложены из-за засухи и политических разногласий. Задержки с регистрацией избирателей, вызванные засухой, вынудившей скотоводов к миграции, также привели к переносу ориентировочной даты — марта 2017 года. Переговоры между всеми тремя политическими партиями и Национальной избирательной комиссией (НИК) привели к планированию президентских выборов на 2017 год, которые прошли в соответствии с планом, и парламентских выборов в апреле 2019 года. Выборы были отложены и перенесены на август 2019 года, когда они вновь были отложены. 12 июля 2020 года три национальные политические партии Сомалиленда достигли соглашения о проведении парламентских и местных выборов до конца года. После нескольких недель переговоров с НИК о целесообразности организации выборов в то время была определена новая дата — май 2021 года.
Местные политики назвали выборы свидетельством стабильности Сомалиленда и выразили надежду, что успешные демократические выборы потенциально увеличат международное признание Сомалиленда. Ахмед Дере, заместитель председателя правящей Партии мира, единства и развития (Кульмие), заявил репортёрам: «Я не могу передать вам, насколько важны эти выборы. Мы будем солнцем Африканского Рога, если мы проведём успешное голосование». Марк Брэдбери, директор Института Рифт-Валли, сказал, что «Сомалиленд вполне может оказаться единственным местом на Африканском Роге, где в этом году будут проводиться какие-либо демократические выборы». И президент Мусе Бихи Абди, и лидер оппозиции Абдирахман Мохамед Абдуллахи призвали избирателей к миру.
До выборов в Палате представителей не было членов кланов меньшинств и была только одна женщина. В 2021 году один член клана меньшинства и 13 женщин баллотировались на посты. Однако ни одна из женщин не была избрана. Перед выборами были арестованы пять кандидатов от оппозиции и задержано несколько журналистов. Некоторые политики критиковали правительство за постоянно откладывающиеся выборы и критиковали неизбранную Палату старейшин, называя её коррумпированной и недемократичной. По словам активиста Аяна Махамуда, «двумя наиболее важными проблемами являются права групп меньшинств, таких как общины Габой и женщины». Ваддани, основная оппозиционная партия, сделала продвижение женщин и меньшинств в обществе ключевым вопросом своей повестки дня. Партия, экономически связанная с левым крылом, но социально связанная с исламизмом и национализмом, включила в свой партийный манифест введение квоты для женщин в 30 % членов парламента. Кульмие, входящая в Либеральный интернационал как партия-наблюдатель, исторически стремилась к созданию рыночной экономики, но в последнее время призывала к национализации некоторых компаний и программе социального обеспечения, финансируемой за счёт налога на богатство. Кульмие считалась лидером перед выборами. Партия За справедливость и развитие придерживалась социал-демократических позиций.

## Избирательная кампания
Для голосования на парламентских выборах зарегистрировались 1 065 847 человек, что является наивысшим количеством избирателей для Сомалиленда. За 82 места боролись 246 кандидатов. Избирательные участки открылись 31 мая в 7 утра. Как и на президентских выборах 2017 года, на парламентских выборах использовалась технология распознавания радужной оболочки глаза. Выборы 2017 года стали первым случаем, когда такая технология была использована для общенациональных выборов. На выборах 2021 года было организовано 2709 избирательных участков, что на 61 % больше, чем в 2017 году, в их работе приняли участие более 30 тыс. человек. Правительство предоставило международным наблюдателям за выборами широкие полномочия для наблюдения. Прибыло 103 наблюдателя, в том числе бывший президент Сьерра-Леоне Эрнест Бай Корома, кенийский журналист и антикоррупционный активист Джон Гитонго и южноафриканский аналитик Грег Миллс. Сомалиленд, будучи одной из беднейших стран мира с государственным бюджетом в 339 млн долларов, тем не менее оплатил 70 % стоимости выборов, что составило 21,8 млн долларов; остальное было профинансировано Европейским Союзом, Швецией, Тайванем и Великобританией. Послы 10 европейских стран и посол Европейского Союза прибыли в Харгейсу, чтобы выразить поддержку выборам.

## Результаты
Официальные результаты голосования были объявлены примерно через неделю после выборов. 2 июня НИК опубликовал предварительные результаты по пяти избирательным районам — Гарадаг, Худун, Лугая, Салахлай и Зейла. В этих районах Кульмие получил 24 места, Ваддани — 15, а «За справедливость и развитие» — 10. НИК предупредила правительственных чиновников и политические партии от спекуляций по поводу результатов выборов, пока идёт подсчёт голосов.
6 июня НИК опубликовал окончательные результаты, объявив, что Ваддани получил 31 место, Кульмие — 30 мест, а «За справедливость и развитие» — 21 место. В совместном заявлении Ваддани и «За справедливость и развитие» объявили, что сформируют правящую коалицию. Ваддани и «За справедливость и развитие» также вместе получили большинство мест на муниципальных выборах. Из 13 кандидатов-женщин ни одна не была избрана на место в парламенте.
| |                                       |           |       |       |       |  |  |  |  |
| Партия | Партия                                | Голоса    | %     | Места | +/-   |  |  |  |  |
| | Ваддани                               | 259 144   | 37,23 | 31    | новая |  |  |  |  |
| | Партия мира, единства и развития      | 257 020   | 36,92 | 30    | +2    |  |  |  |  |
| | За справедливость и развитие          | 179 937   | 25,85 | 21    | 0     |  |  |  |  |
| Всего | Всего                                 | 696 101   | 100   | 82    | 0     |  |  |  |  |
| Недействительных/пустых бюллетеней                                                                                               | Недействительных/пустых бюллетеней    |           |       | -     | -     |  |  |  |  |
| Зарегистрированных избирателей / Явка                                                                                            | Зарегистрированных избирателей / Явка | 1 065 847 | 65,3  | -     | -     |  |  |  |  |
| Источники: Reuters Архивная копия от 23 октября 2021 на Wayback Machine, EC Архивная копия от 23 октября 2021 на Wayback Machine |                                       |           |       |       |       |  |  |  |  |